# جک پاین (بازیکن فوتبال، زاده ۱۹۹۱)
جک پاین (انگلیسی: Jack Payne؛ زادهٔ ۵ دسامبر ۱۹۹۱) بازیکن فوتبال اهل بریتانیا است.
از باشگاه‌هایی که در آن بازی کرده‌است می‌توان به باشگاه فوتبال پیتربورو یونایتد، باشگاه فوتبال لیتون اورینت، و باشگاه فوتبال گیلینگام اشاره کرد.